# (42377) KLENOT
(42377) KLENOT (2002 EU2) – planetoida z pasa głównego asteroid okrążająca Słońce w ciągu 3,72 lat w średniej odległości 2,4 j.a. Odkryta 8 marca 2002 roku.